# Élections législatives françaises de 1839
 (juin 2025).
Les élections législatives françaises de 1839 ont eu lieu les 2 et 6 mars 1839, à la suite de la dissolution de la chambre sortante par le Roi Louis-Philippe Ier. Elle fait suite à la démission du comte de Molé, jusqu'alors président du conseil, vivement attaqué au sein même de la majorité parlementaire orléaniste. À travers lui, c'est l'interventionnisme jugé excessif de Louis-Philippe dans la conduite des affaires du gouvernement qui est en cause. Le Roi presse le maréchal Soult mais celui-ci est dans l'incapacité de constituer une majorité parlementaire solide autour de lui. C'est pourquoi la dissolution de la Chambre est prononcée. L'opposition républicaine est rejointe pour l'occasion par certaines personnalités orléanistes influentes (Adolphe Thiers, François Guizot) qui reprochent aux ministres de laisser le Roi s'exposer.

## Mode de scrutin
Conformément à la charte de 1830, les députés sont élus au scrutin uninominal majoritaire à trois tours dans l'une des 459 circonscriptions définies par le redécoupage de 1831. Le suffrage est censitaire.

## Résultats
|       |                        |         |       |        |     |
| Parti | Parti                  | Voix    | %     | Sièges | +/- |
|       | Parti du Mouvement     | 105 265 | 52,29 | 240    | 98  |
|       | Parti de la Résistance | 87 352  | 43,36 | 199    | 135 |
|       | Légitimistes           | 8 655   | 4,36  | 20     | 5   |
|       |                        |         |       |        |     |
| Total | Total                  | 201 272 | 100   | 464    | 5   |

Ne soutenant pas la majorité, le Roi Louis-Philippe Ier dissout la Chambre le 16 juin 1842.